# الجيش النمساوي المجري
الجيش النمساوي المجري القوات البرية للإمبراطورية النمساوية المجرية من (1867 - 1918) ، وقد ضمت القوات النمساوية المجرية 3 قوات هي الجيش الإمبراطوري الملكي وهو الجيش المشترك ويجمع من كافة أنحاء الإمبراطورية، ويتألف الجيش المشترك من 350 ألف فرد إضافة إلى القوات النمساوية وتضم 40 ألف فرد والقوات المجرية وتضم 30 ألف فرد، القيادة العامة للجيش للقيصر فرانز جوزيف الأول.

## التجنيد
يبلغ سن التجنيد 21 عاما، وتمتد مدة الخدمة العسكرية في الجيش المشترك لثلاث سنوات و7 سنوات في صفوف الاحتياط وسنتين احتياط في القوات النمساوية أو المجرية، بينما الخدمة في الجيش النمساوي أو المجري هي سنتان و10 سنوات في الاحتياط.

## التمويل
يتم تمويل الجيش من قبل شطري الإمبراطورية حيث تحدد نسبة ثابتة تتحملها كل من النمسا والمجر، كانت هذه النسبة وقت نشأة الإمبراطورية عام 1867 موزعة 30% للمجر و70% للنمسا، ازدادت هذه التكاليف التي تتحملها المجر لتصل إلى 31.4% من مجموع تكاليف الجيش في عام 1888 ولترتفع إلى 36.4% في 1907، وقد بلغت مجموع تكاليف الجيش عام 1912 نحو 670 مليون كرونة  

## وحدات الجيش

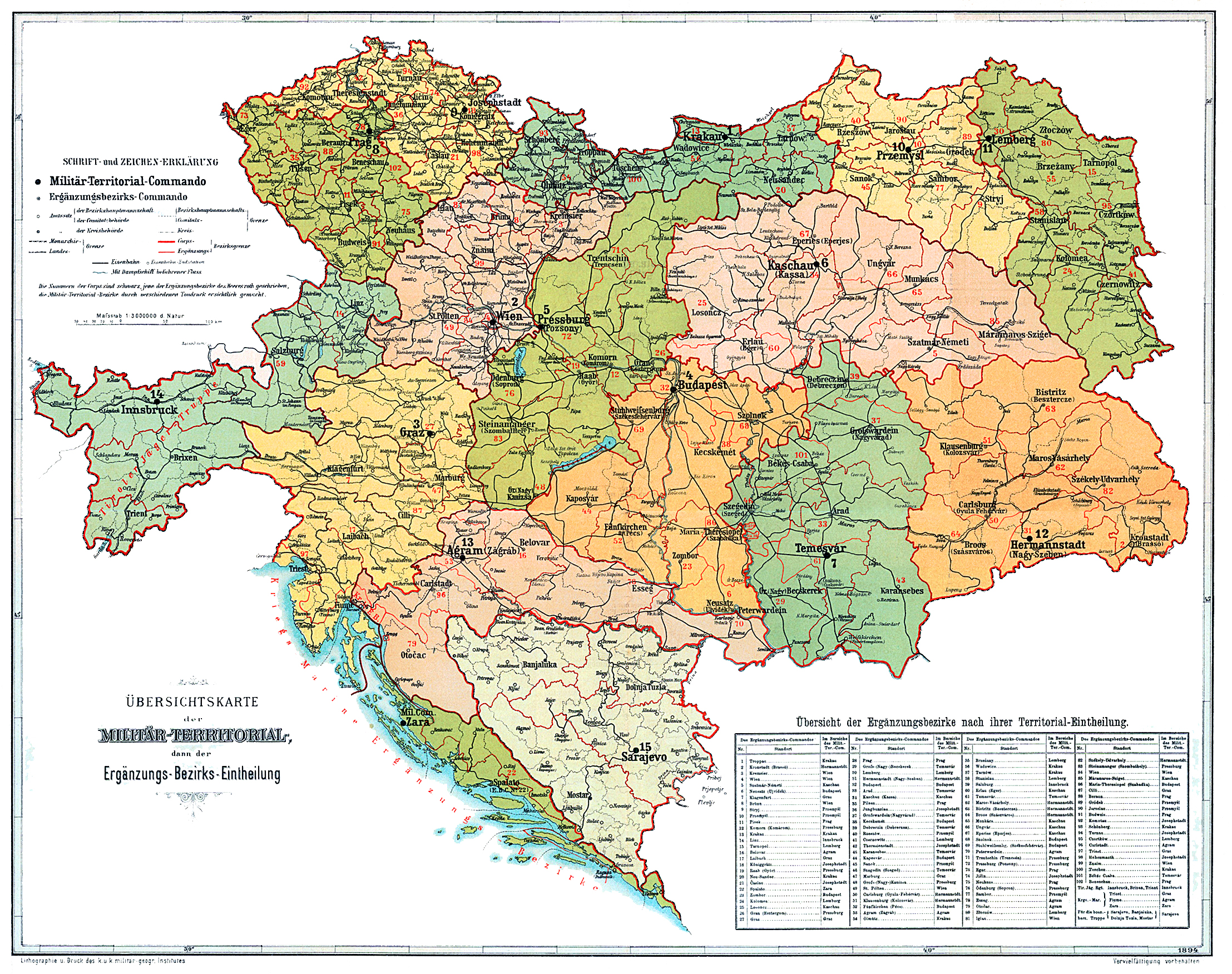
مناطق تمركز الفيالق الستة عشر

الجيش المشترك في وقت السلم (يوليو 1914):
- المشاة:
  - 102 فوج مشاة (لكل فوج 4 كتائب)
  - 4 أفواج مشاة من البوسنة والهرسك (لكل فوج 3 كتائب)
  - 32 كتيبة شرطة عسكرية وكتيبة شرطة عسكرية واحدة من البوسنة والهرسك
- الفرسان:
  - 42 فوج فرسان
- المدفعية:
  - 42 فوج مدفعية ميدان
  - 14 فوج مدفعية هاوتزر
  - 11 فرقة مدفعية جبلية
  - 14 فرقة مدفعية هاوتزر ثقيلة
  - 11 فوج مدفعية جبلية
  - 6 أفواج مدفعية حصون
- القوات النمساوية:
  - 35 فوج مشاة (3 كتائب لكل فوج)
  - 2 فوج مشاة جبلي
  - 8 أفواج فرسان
  - 8 كتائب مدفعية ميدان + 8 كتائب مدفعية هاوتزر
- القوات المجرية:
  - 32 فوج مشاة
  - 10 أفواج فرسان
  - 8 أفواج مدفعية